# Back to the Bars
Back to the Bars è un album dal vivo del cantautore e musicista statunitense Todd Rundgren, pubblicato nel 1978.

## Tracce
Tutte le tracce sono di Todd Rundgren, eccetto dove indicato.

Side 1
1. Real Man – 4:47
2. Love of the Common Man – 4:25
3. The Verb 'To Love' – 8:00
4. Love in Action – 3:44
5. A Dream Goes on Forever – 2:42

Side 2
1. Sometimes I Don't Know What to Feel – 4:13
2. The Range War – 2:56
3. Black and White – 5:34
4. The Last Ride – 6:03
5. Cliché – 4:12
6. Don't You Ever Learn? – 5:53

Side 3
1. Never Never Land (Adolph Green, Betty Comden, Jule Styne) – 2:50
2. Black Maria – 5:41
3. Zen Archer – 5:43
4. Medley: I'm So Proud (Curtis Mayfield) /Ooh Baby Baby (Al Cleveland, Renaldo Benson, Smokey Robinson) /La la Means I Love You (Thom Bell, William Hart) /I Saw the Light – 11:09

Side 4
1. It Wouldn't Have Made Any Difference – 4:27
2. Eastern Intrigue – 5:43
3. Initiation – 6:49
4. Couldn't I Just Tell You – 4:05
5. Hello It's Me – 4:27